# روي هيفرنان
روي هيفرنان (بالإنجليزية: Roy Heffernan)‏ هو مصارع محترف أسترالي، ولد في 12 يوليو 1925 في ليثغو في أستراليا، وتوفي في 24 سبتمبر 1992 في سيدني في أستراليا بسبب نوبة قلبية.

## روابط خارجية
- روي هيفرنان على موقع CageMatch worker (الإنجليزية)
- روي هيفرنان على موقع قاعدة بيانات المصارعة على الإنترنت (الإنجليزية)